# Экштут, Семён Аркадьевич
Семён Аркадьевич Экштут (род. 20 сентября 1954, Львов) — советский и российский философ, историк и писатель. Доктор философских наук. Ведущий научный сотрудник, руководитель Центра истории искусств и культуры Института всеобщей истории РАН. Заместитель шеф-редактора журнала «Родина» Игоря Коца. Ответственный редактор ряда энциклопедических изданий. Сфера интересов: интеллектуальная история, история культуры, философия истории, социальная философия. Сценарист документального исторического кино. Автор более 300 научных работ (из них 26 авторских книг с переизданиями ). Входит в десятку наиболее издаваемых историков в России.

## Биография
Родился в семье гвардии полковника, участника Великой Отечественной войны Аркадия Семёновича Экштута и инженера Марии Ефимовны Экштут.
В 1971 году окончил среднюю школу с золотой медалью, в 1976 году Философский факультет Московского государственного университета (диплом с отличием). Поступил в очную аспирантуру философского факультета МГУ, под руководством В. А. Вазюлина защитив в 1979 кандидатскую диссертацию. Защита докторского диссертационного исследования состоялась в Институте философии РАН в 1995 году.
В течение 15 лет занимался экономической социологией и социологией труда в отраслевом институте «Оргэнергострой». Проводил социологические исследования на крупнейших объектах энергетического строительства, в том числе на АЭС.
С 1994 года работает в журнале «Родина», а с 2001 года — в Институте всеобщей истории Российской академии наук (РАН). Ведущий научный сотрудник, руководитель Центра истории искусств и культуры Института всеобщей истории, редактор отдела «Российской газеты», с марта 2014 года заместитель шеф-редактора журнала «Родина».
Член Российского общества интеллектуальной истории (РОИИ) и редакционной коллегии журнала РОИИ «Диалог со временем». Член Никитского клуба (клуба учёных и предпринимателей России). Член Общественного совета при Комитете по культуре Государственной Думы.
Автор более 300 научных работ. Ответственный редактор ряда энциклопедических изданий издательства «Аванта+» (в том числе «Мир энциклопедий Аванта+»).

## Семья
Отец — Аркадий Семёнович Экштут (02.08.1924, Украинская ССР, Киевская область, г. Белая Церковь — 12.04.1982, г. Сочи), участник Великой Отечественной войны с сентября 1942 года. Звание и должность: гвардии полковник, командир взвода управления батареей, затем начальник разведки дивизиона (202-й Краснознамённый артиллерийский полк, 50-я стрелковая Запорожско-Кировоградская Краснознамённая орденов Суворова и Кутузова дивизия)
Награды:
- Орден Красной Звезды[19]
- Орден Отечественной войны II степени[21]
- Медаль «За победу над Германией в Великой Отечественной войне 1941—1945 гг.»[22]
- Медаль «За боевые заслуги»[23]
- Орден Красной Звезды[24]
- Благодарности Верховного Главнокомандующего.

Мать — Мария Ефимовна Экштут.
Тесть — фронтовик, гвардии полковник, доктор технических наук, профессор, главный научный сотрудник Института проблем управления РАН, заслуженный деятель науки РФ Эдуард Анатольевич Трахтенгерц.

## Научная работа
Семён Аркадьевич — специалист в области интеллектуальной истории, истории культуры, философии истории, социальной философии. Также публикуется по темам, связанным с историей повседневной жизни, историей искусств, фалеристикой, униформологией, историей военной разведки. Ведёт исследования по альтернативной истории и контрфактическому моделированию.
В 1998 году в его «Манифесте историософского маньеризма» теоретически обоснован современный тип научной монографии с системой авторских доказательств, которые базируются на анализе ранее неизвестных произведений искусства из музейных, архивных частных и др. коллекций, то есть публикуемых и вводимых в научный оборот впервые. На протяжении двадцати лет автор атрибутирует произведения искусства: проводит идентификацию персонажей портретной живописи и графики из собраний Государственной Третьяковской галереи, Государственного исторического музея, Государственного литературного музея и художников — авторов произведений. Итог этой работы отражен в книге «Живописный детектив. Расследования и находки», которая увидела свет в 2018 году.
С. А. Экштут о своей работе, как ремесле историка:
Некогда Шкловский говорил, что принцип отстранения является универсальным принципом везде, где есть художественный образ. Что такое остранение? Это когда автор вместо иллюзии узнавания вещи дает её описание как незнакомой. По сути, всякий исследователь, отлично зная ответ на задачу, который дала история, пытается писать свой текст, не подгоняя его под этот ответ, а рассматривает историю, как сказал бы Бахтин, в её незавершимости. Он как бы забывает о том, что он знает ответ.
В журнале «Родина» ведет постоянную рубрику «Ex Libris Родины»: эссе, исторические этюды, размышления и разборы Семёна Аркадьевича посвящены значимым публикациям архивных документов, книжным новинкам и наиболее важным художественным выставкам.
Выступает с докладами и лекциями в Китае, Швейцарии, Германии, США и др. странах: на Мировом культурном форуме в Тайху (кит. 太湖世界文化论坛) и в Институте всемирной истории (кит. 北京外国语大学全球史研究院) Пекинского университета иностранных языков (2011); в Базельском университете (2012); во Фрайбургском университете (2012); в Йельском университете и Колумбийском университете (2015), Лозаннском университете (2018).

## Оценки и мнения
Историк Андрей Витальевич Кореневский из Южного федерального университета о вкладе в методологию истории:
Исследования С. А. Экштута наглядно показывают надуманность спора между адептами микро- и макроистории: что важнее — целостное видение исторического процесса или тщательное воссоздание конкретного исторического факта, сотворение грандиозных исторических полотен или самоценность исследования «казуса» и категорическое нежелание «превращать свой труд в кирпичик для большой стены какой-нибудь мегаисторической картины человечества.
Историк Дмитрий Володихин характеризует творческую манеру историка: «Когда выходят его книги, статьи, очерки, профессиональная аудитория со спокойной душой принимает автора как „своего“. Почему бы нет? Опора на источники в наличии? Да. Основательный анализ этих источников имеется? Без сомнений. Знание современной литературы вопроса — вплоть до весьма „специальных“ работ видно? Профессионалу — да, видно. С другой стороны, читатель-неспециалист, просто интересующийся историей своего отечества гуманитарий, образованный человек, с легкостью читает лучшие книги Экштута. Тот всегда и неизменно задает тон разговора, абсолютно чуждый тяжеловесному вещанию „с кафедры“. Он играет с читателем не в игру „профессор и студент“, а игру „разговор двух приятелей“. А такая беседа должна звучать легко, приятно, занимательно. Собственно, так и есть: ознакомившись с очередным трудом Семена Аркадьевича, получаешь ощущение, будто вдоволь наговорился с блестящим собеседником».
Российский литературный критик Лев Аннинский считает, что Семён Аркадьевич «Соединяет в себе учёного-историка и увлеченного литератора», поскольку «строит свою историософию на „игре Случая“ и ауре подробностей», то есть использует в своих книгах маньеристский подход. Он «позволяет если не в реальности, то хотя бы в тексте вправлять „вывихнутые“ историей „суставы времени“, …назначает „главным героем исторического повествования“ не строгую логику, обратного хода не имеющую, а „мгновенный и непредсказуемый случай“… Привлекательность такого подхода состоит, помимо прочего, в том, что … „маньерист“ должен насыщать таким обилием фактов, без которых и „логике“ нечего делать в истории… Фактов, причем необкатанных, в книге Экштута много. Обширный ссылочный аппарат выдает в авторе скорее следопыта, чем строителя гипотез».
Владимир Бондаренко о книге С. А. Экштута «Юрий Трифонов» серии ЖЗЛ:
Через Трифонова Семён Экштут хочет понять советскую интеллигенцию, её отличие от дореволюционной. И надо сказать, он смело опрокидывает наши привычные представления о писателе, его Юрий Трифонов — это герой нарождающейся советской буржуазной морали. Через Трифонова Семён Экштут предвидит конец советской цивилизации. Он в книге подробно описывает все сложности жизни советского интеллигента, и показывает, как шаг за шагом этот интеллигент (на примере трифоновских героев) оказывается все буржуазнее и циничнее. …Может быть, в противовес этим бурям и погружается Семён Экштут в мельчайшие подробности трифоновского быта, отворачиваясь от неизвестных автографов Наполеона. Быт для жизни важнее. В этом Экштут последовательно продолжает самого Трифонова. Его книга в чём-то интереснее новым читателям, чем бытовая проза самого Юрия Трифонова.
Новостное агентство Sputnik отмечает, что «отличительной особенностью Семёна Экштута является то, что он умеет результаты своих научных исследований облечь в форму, доступную и понятную не только представителям академических кругов, но и широкому кругу читателей», а литературный журнал «Нева» в рецензии на книгу историка «Империи последние мгновенья» обратил внимание на способность автора добывать закрытую информацию из открытых источников.

## Награды
Некоторые награды учёного:
- Благодарность министра связи и массовых коммуникаций Российской Федерации «за значительный вклад в развитие отечественных средств массовой информации и в связи с 20-летием со дня основания журнала „Родина“» (2009).
- Почётная грамота Федерального агентства по печати и массовым коммуникациям "за многолетний и плодотворный труд, вклад в развитие отечественных средств массовой информации и в связи с 25-летием со дня выхода в свет первого номера журнала «Родина» (2014).
- Почётная грамота Федерального агентства по печати и массовым коммуникациям «за многолетний плодотворный труд в отрасли, высокое профессиональное мастерство» (2019).
- Грамота «За пропаганду истории и боевых традиций военной разведки России и высокий профессионализм, проявленный при подготовке специального выпуска журнала „Родина“»: «ГРУ. Центральному органу военной разведки России — 200 лет» (2012).
- Карамзинский крест[40][41],
- Крест «За увековечение памяти Отечественной войны 1812 года»
- Медаль Льва Толстого
- Медаль Александра Грибоедова.

## Основные работы
- В поиске исторической альтернативы: Александр I. Его сподвижники. Декабристы / Семён Экштут. — М.: Россия молодая, 1994. — 229 с. — Тираж 1200 экз.
- На службе российскому Левиафану: Историософские опыты / Семён Экштут. — М.: Прогресс-Традиция, 1998. — 328 с., 64 с. ил. — Тираж 3000 экз.
- Надин, или Роман великосветской дамы глазами тайной политической полиции: По неизданным материалам Секретного архива III Отделения Собственной Его Императорского Величества канцелярии / Семён Экштут. — М.: Согласие, 2001. — 228 с., 64 с. ил. — Тираж 2000 экз.
- Тютчев. Тайный советник и камергер / Семён Экштут. — М.: Прогресс-Традиция, 2003. — 320 с., ил. — Тираж 2000 экз.
- Битвы за храм Мнемозины: Очерки интеллектуальной истории/ Семён Экштут. — СПб.: Алетейя, 2003. — 320 с., 16 с. ил. — Тираж 1000 экз.
- Александр I. Его сподвижники. Декабристы: В поиске исторической альтернативы / Семён Экштут. — СПб.: Logos, 2004. — Тираж 1000 экз.
- Шайка передвижников: История одного творческого союза / Семён Экштут. — М.: Белый город, 2005; 2007. — 464 с., ил. — Тираж 3000 экз.
- Предвестие свободы, или 1000 дней после Победы / Семён Экштут. — М.: Дрофа+, 2006. — 352 с. — Тираж 7000 экз.
- На службе российскому Левиафану: Историософские опыты / Семён Экштут. — СПб.: Logos, 2007. — 440 с., ил. — Тираж 1000 экз.
- Шайка передвижников: История одного творческого союза / Семён Экштут. — М.: Дрофа, 2008. — 288 с., 32 с. ил. — Тираж 2000 экз.
- Россия: великие моменты истории. — М.: Аванта+, 2009. — 336 с., ил. — Тираж 5000 экз. (В соавторстве с С. В. Алексеевым и Д. М. Володихиным)
- Россия перед голгофой. Эпоха Великих реформ / Семён Экштут. — М.: Вече, 2010. — 256 с., 16 с. ил. — Тираж 5000 экз.
- 1000 дней после Победы / Семён Экштут. — М.: Ридерз Дайджест, 2011. 320 с., ил. — Тираж 19 500 экз.
- Тютчев. Тайный советник и камергер / Семён Экштут. — М.: Вече, 2011. — 288 с., 16 с. ил. — Тираж 3000 экз.
- Закат империи. От порядка к хаосу / Семён Экштут. — М.: Вече, 2012. — 304 с. — Тираж 2500 экз.
- Повседневная жизнь русской интеллигенции от эпохи Великих реформ до Серебряного века / Семён Экштут. — М.: Молодая гвардия, 2012. — 428[4] с.: ил. — (Живая история: Повседневная жизнь человечества). — Тираж 3000 экз.
- Тютчев. Тайный советник и камергер / Семён Экштут. — М.: Молодая гвардия, 2013. — 263 [9] с.: ил. — (Жизнь замечательных людей. Малая серия). — Тираж 5000 экз.
- Юрий Трифонов: Великая сила недосказанного / Семён Экштут. М.: Молодая гвардия, 2014. — 398 [2] с.: ил. — (Жизнь замечательных людей. Малая серия). — Тираж 3000 экз.
- «Не до ордена. Была бы Родина…». Наградная практика времён Великой Отечественной войны / Семён Экштут. — М.: ИВИ РАН, 2015. — 144 с. — Тираж 200 экз.
- Товарищ Сталин, слышишь ли ты нас?! / Семён Экштут. — М.: Кучково поле, 2017. — 334 с. — Тираж 1000 экз.
- Красные когти Судьбы. Иннокентий Анненский в коридоре эпохи / Семён Экштут. — М.: Кучково поле, 2017. — 442, [3] с. : ил., портр., факс. — Тираж 1000 экз.
- Живописный детектив: Расследования и находки / Семён Экштут; Российская академия наук, Институт всеобщей истории. — М.: Кучково поле, 2018. — 446 с. : ил. — Тираж 1000 экз.
- Империи последние мгновенья: Театр марионеток в 16 картинках с прологом и эпилогом / Семён Экштут. — СПб.: Нестор-История, 2018. — 310, [1] с. : ил., портр. — Тираж 500 экз.
- «Нам общая слава России солдатской наградой была»: Наградная практика времён Великой Отечественной войны / С. А. Экштут; Российская академия наук, Институт всеобщей истории. — СПб.: Нестор-История, 2019. — 286, [1] с., [8] л. цв. ил. : ил., портр. — Тираж 500 экз.
- Экштут С. А. Если выпало в Империи родиться. — М.: Историческая литература, 2021. — 528 с. — ISBN 978-5-6044004-8-7; УДК 94(47+57); ББК 63.3(2).
- Экштут С. А. Сталин. Опыт осмысления. — М.: Историческая литература, 2022. — 624 с. — ISBN 978-5-6048226-0-9.
- Семён Экштут. Миф и История. — М.: Кучково поле, 2024. — 512 с.

- Ворота хронотопов / С. А. Экштут // Диалог со временем. Альманах интеллектуальной истории. 2016. Выпуск 55. С. 118—140. Тираж 600 экз.
- «А какую кавалерию лучше… красную или голубую?» / С. А. Экштут // XVIII век — век воинской славы России. Каталог выставки. 18 декабря 2007 — 12 мая 2008. Государственный музей-заповедник «Царицыно». — М. 2008. — 204 с., ил. — С. 70—87.
- «Целая телега с бриллиантами» / С. А. Экштут // Ювелирные изделия. / Ред. группа А. Русакова, Т. Евсеева, С. Тихомиров. — М.: Мир Энциклопедий Аванта+; Астрель, 2008. — 180, [4] с., ил. — (Самые красивые и знаменитые). — С. 178—181.
- Кронштадт. Кронштадтский мятеж / С. А. Экштут // Крепости и кремли России / Ред. группа Н. Ипатько, Л. Ковальчук. — М.: Мир Энциклопедий Аванта+; Астрель, 2010. 180, [4] с., ил. — (Самые красивые и знаменитые) — (Мир Энциклопедий Аванта+). — С. 166—173.
- Джеймс Бонд при дворе Екатерины: Обозреватель «Родины» атрибутировал неизвестный портрет знаменитого русского генерала / С. А. Экштут // Родина. — 2018. — № 12. — С. 72—75.
- Неизвестная в темно-голубом платье: Эксперт «Родины» атрибутировал портрет красавицы, хранившей свою тайну более двух с половиной веков / С. А. Экштут // Родина. — 2019. — № 1. — С. 58—61.
- Непёстрая лента княгини Барятинской: Увлекательный, почти по Шерлоку Холмсу, поиск раскрыл тайну старинного портрета / С. А. Экштут // Родина. — 2019. — № 2. — С. 40—44.
- Молчалин. Горе от ума: Судьба неординарного чиновника, сохраненного в Истории кистью Репина / С. А. Экштут // Родина. — 2019. — № 8. — С. 58—61.
- Капитан Тушин — поручик Радожицкий (1788—1861): Война ж совсем не фейерверк / С. А. Экштут // Родина. — 2019. — № 9. — С. 26—31.
- Кукловод: Кто сыграл 55 лет назад главную роль в отстранении от власти советского лидера Никиты Хрущёва / С. А. Экштут // Родина. — 2019. — № 10. — С. 36—41.
- Тайна расстегнутого сюртука: Почему генерал, обласканный чинами и орденами, заказал столь грустный портрет / С. А. Экштут // Родина. — 2019. — № 11. — С. 43—46.
- «Никаких серьёзных противоречий между нашими странами нет…» Как в 1939 году выстраивались советско-германские отношения / С. А. Экштут // Родина. — 2019. — № 11. — С. 118—121.
- «Война и мир» XVIII века: Обнародованы бесценные свидетельства рядовых участников забытой войны / С. А. Экштут // Родина. — 2019. — № 12. — С. 34—37.
- Александр Пушкин: Налейте мне вина кометы! Любимые напитки Пушкина / С. А. Экштут // Родина. — 2019. — № 12. — С. 80—85.
- Пётр Перцов — герой сноски / С. А. Экштут // Диалог со временем. — 2019. — № 67. — С. 333—340.
- Леонид Брежнев: Без анекдотов. Историческое содержание его эпохи — хлеб для народа / С. А. Экштут // Родина. — 2020. — № 1. — С. 54—60.
- «Храбрый товарищ, лихой Левенштерн!» Велика вероятность, что забытый потомками барон был прототипом князя Андрея Болконского из «Войны и мира» / С. А. Экштут // Родина. — 2020. — № 2. — С. 64—69.
- «22 июня 1941 года немцы взяли Псков, Витебск, Житомир…»: Так выглядела бы сводка Совинформбюро без Пакта о ненападении / С. А. Экштут // Родина. — 2020. — № 2. — С. 100—107.
- Казнь рядового Шабунина. Почему деятели культуры — от Льва Толстого до сегодняшних режиссеров — сделали из пьяного преступника жертву режима / С. А. Экштут // Родина. — 2020. — № 3. — С. 46—53.
- Союз Спасения. «Самый успех нам был бы пагубен для нас и для России» / С. А. Экштут // Диалог со временем. — 2020. — № 70. — С. 414—425.
- «Союз Спасения» мифов. О чем не сказано в фильме, вызвавшем бурную дискуссию в обществе / С. А. Экштут // Родина. — 2020. — № 4. — С. 60—66.
- Так мало людей, душою и сердцем преданных своему делу! / С. А. Экштут // Родина. — 2020. — № 4. — С. 121—124.
- 谢苗·埃克什图特. 继往开来：俄罗斯越来越重视历史 (кит.) = Уроки истории от Президента // Хуаньцю шибао, приложение «透视俄罗斯» («Россия — взгляд изнутри») : газета. — 2021. — 16 10月. — 第B7 页. Архивировано 25 октября 2021 года.

- «Великие полководцы и флотоводцы». — М.: Мир Энциклопедий Аванта+; Астрель, 2007. — Тираж 10 000 экз.
- «Великие женщины». — М.: Мир Энциклопедий Аванта+; Астрель, 2008. — Тираж 5000 экз.
- «Россия: великие моменты истории». — М.: Мир Энциклопедий Аванта+; Астрель, 2009. — Тираж 5000 экз.
- «Пиры. Балы. Торжества». — М.: Мир Энциклопедий Аванта+; Астрель, 2010. — Тираж 5000 экз.
- «Лошади мира». — М.: АСТ, 2013.

- Москва в фотографиях. 1920—1930-е годы: Альбом / Федеральное архивное агентство, Российский государственный архив кинофотодокументов / Авторы-составители: Е. Е. Колоскова, Л. А. Денисова, А. В. Коробова, Е. Н. Лебедева / Консультант: д.ф.н. С. А. Экштут. — СПб.: Лики России, 2007. — 304 с., ил.
- Военная летопись России в фотографиях. 1850-е—2000-е: Альбом / Федеральное архивное агентство, Российский государственный архив кинофотодокументов / Авторы-составители: Е. Е. Колоскова, А. А. Литвин / Научные консультанты: руководитель Центра истории искусств и культуры Института всеобщей истории РАН д.ф.н. С. А. Экштут, к.и.н. В. А. Авдеев. — М.: Голден-Би, 2009. — 584 с., ил. — Тираж 2000 экз.
- Москва в фотографиях. 1945—1950-е годы: Альбом / Министерство культуры Российской Федерации, Федеральное архивное агентство, Российский государственный архив кинофотодокументов / Авторы-составители: Е. Е. Колоскова, А. В. Коробова, Л. С. Мальцева / Консультант: руководитель Центра истории искусств Института всеобщей истории РАН д.ф.н. С. А. Экштут. — СПб.: Лики России, 2011. — 328 с., ил.
- Москва в фотографиях, 1980—1990-е годы / Федеральное архивное агентство, Российский государственный архив кинофотодокументов; [Составители: Ю. Д. Андрейкина и др.; Научный консультант: руководитель Центра истории искусств Института всеобщей истории РАН д.ф.н. С. А. Экштут]. — М.: Кучково поле, 2017. — 319 с. : ил., портр.